# Corroios
Corroios es una freguesia portuguesa del concelho de Seixal, con 16,92 km² de superficie y 46.475 habitantes (2001). Su densidad de población es de 2 746,9 hab/km².

## Galería

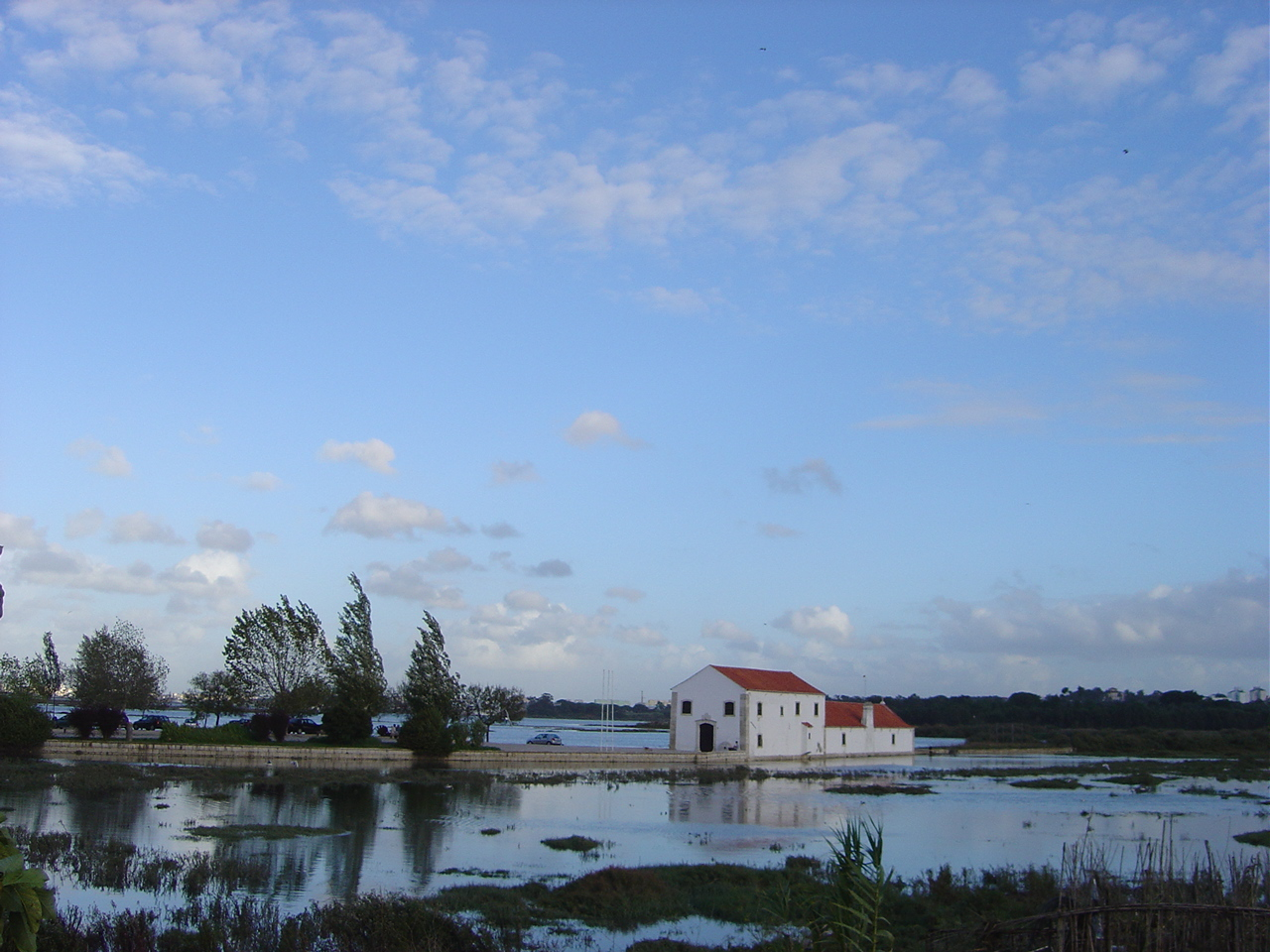
Molino de mar de Corroios